# 원신동
원신동(元新洞)은 경기도 고양시 덕양구에 있는 행정동이다. 동쪽으로는 고양동, 서쪽으로는 주교동, 성사동, 남쪽으로는 흥도동, 북쪽으로는 관산동이 인접하고 있다. 지세로는 동남쪽에서 서북 방향으로 곡릉천(한강지류)이 동북에서 서쪽으로 흐르며, 통일의 염원인 통일로가 남북으로 이어져 있다. 원신동은 고양 지역의 대표적인 농촌마을이다. 이 중에서 원당동은 원당천 주변에 마을이 있고 신원동은 통일로와 곡릉천 자락에 자리해 있다. 원당동은 서삼릉, 농협대 등으로 유명하다. 이곳에는 이외에도 고려의 마지막 왕 공양왕의 무덤인 공양왕릉이 있으며, 장의중 효자문도 있어 문화재가 많고 역사가 오래된 마을로도 유명하다. 신원동은 원당동에서 동쪽에 있는 마을이 된다. 통일로와 덕양대로가 지나 교통이 편리하며 마을 중앙으로 곡릉천이 흐른다. 이 마을에는 유명한 성종의 친형인 월산대군의 유적을 비롯하여 조선 중기의 대문호인 송강 정철의 유적지도 자리해 있다.

## 지명
원신동은 1992년 시 승격 당시 ‘원당동’에서 ‘원’자를 따고 다시 ‘신원동’에서 ‘신’자를 따 붙인 이름이다. 현재 행정동인 원신동에는 법정동인 원당동과 신원동이 있다. 이중에서 ‘원당’이란 의미는 ‘서삼릉의 정자각’을 이야기하며, ‘신원’은 ‘새로운 원’(院)을 가리키는 말이다. 원은 예전에 여관이 있던 주막거리 등이 여기에 속한다. 지금도 이 마을 인근 대자동에 ‘새원’이란 마을이 자리해 있다.

## 법정동
- 원당동(元堂洞)
- 신원동(新院洞)

## 교육
- 신원초등학교
- 신원중학교
- 신원고등학교

## 관광
- 서삼릉
- 고려 공양왕릉
- 월산대군묘
- 송강문학관

## 아파트
| 단지명                  | 건설사       | 시행사           | 주소                         | 입주        | 비고 |
| ----------------------- | ------------ | ---------------- | ---------------------------- | ----------- | ---- |
| 삼송 1차 아이파크       | 현대산업개발 | 현대산업개발     | 덕양구 신원3로 20 (신원동)   | 2012년 6월  |      |
| 삼송 1차 동일스위트     | ㈜동일       | ㈜동일스위트     | 덕양구 신원2로 50 (신원동)   | 2017년 6월  |      |
| 삼송 2차 동일스위트     | ㈜동일       | ㈜동일스위트     | 덕양구 신원1로 70 (신원동)   | 2018년 3월  |      |
| 삼송 힐스테이트         | 현대건설     | 공무원연금공단   | 덕양구 신원로 35 (신원동)    | 2013년 10월 |      |
| 삼송 호반베르디움 9단지 | 호반건설     | ㈜호반엔지니어링 | 덕양구 권율대로 831 (신원동) | 2012년 7월  |      |